# إشارات الدخان (فلم)
إشارات الدخان (بالإنجليزية: Smoke Signals) هو فيلم كوميدي درامي صدر عام 1998، الفيلم من إخراج كريس اير، تمت كتابة السيناريو بواسطة شيرمان أليكسي مأخوذة من مجموعة قصص أليكسي القصيرة، حصل الفيلم على العديد من الجوائز والأوسمة، ولاقى الفيلم إستحساناً في العديد من المهرجانات السينمائية.عام 2018 تم اختيار الفيلم من قبل مكتبة الكونغرس لحفظه في السجل الوطني للأفلام بالولايات المتحدة الأمريكية لكونه"ذو أهمية ثقافية، أو تاريخية، أوجمالية".

## القصة
فيكتور جوزيف و توماس يعيشان في محمية كور دالين الهندية في بلومير، أيداهو.توماس راوي قصص غريب الأطوار و فيكتور يحب لعب كرة السلة.
اجتمع فيكتور وتوماس معًا من خلال والد فيكتور، أرنولد الذي أنقذ توماس عندما كان رضيعا من الحريق الذي نشب في منزله والذي أدى الى مقتل والديه عام 1976.ولهذا السبب يعتبره توماس بطلاً.ومن ناحية أخرى، فإن فيكتورالذي عانى من إدمان والده للكحول والعنف المنزلي وتخليه عنه في النهاية، ينظر إلى والده بحب عميق واستياء مرير.يكبر توماس وفيكتور معًا كجيران ومعارف، ويتقاتلان مع بعضهما البعض ويشكلان في نفس الوقت صداقة وثيقة، وإن كانت غير مستقرة.
عندما يموت أرنولد في فينيكس (أريزونا)، حيث أقام بعد أن ترك فيكتور ووالدته أرلين، يذهب فيكتور وتوماس في مغامرة لاستعادة رماده.الرحلة هي وسيلة لفيكتور وتوماس لاستكشاف هوياتهما.ولم يغفل أي منهما عن هويته باعتباره"هنديًا"، لكن وجهات نظرهما تختلف.فيكتور أكثر رزانة وتوماس أكثر تقليدية(ورومانسي لدرجة مشاهدة الفيلم الروائي الرقص مع الذئاب مرات لا تحصى).تم وصف الإنقسام بينهما طوال الفيلم؛ينتج عن ذلك غضب فيكتور من توماس، وانبهار توماس بفيكتور.
بمجرد وصولهم إلى فينيكس، يتعين على فيكتور أن يواجه مشاعره المتضاربة تجاه والده، بالإضافة الى هويته.عليه أن يتعامل مع رواية جديدة عن وفاة والدي توماس، كما أخبرته صديقة والده سوزي سونغ، التي كشفت أن أرنولد أطلق الألعاب النارية وهو في حالة سكر وأشعل النار عن طريق الخطأ مما أدى إلى مقتل والدي توماس.تؤدي الرحلة التي قام بها الشابان إلى تصالح توماس مع ذكرى والده بالتبني أرنولد، حيث يفهم المزيد عن طريقه إلى إدمان الكحول وما يرتبط به من سوء المعاملة والهجر.يكتسب فيكتور ايضا فهما أفضل لتوماس وتوقيره لأرنولد.وفي النهاية ألقى فيكتور وتوماس رماد أرنولد في النهر كشكل من أشكال التقبل.

## الإنتاج
على الرغم من أنه لم يكن الفيلم الأول الذي أنشأه صانعو أفلام محليون في الولايات المتحدة، إلا أن فيلم إشارات الدخان يعتبر أول فيلم روائي طويل يكتبه، ويخرجه، وينتجه الأمريكيون الأصليون للوصول إلى جمهور واسع في الولايات المتحدة وخارجها.يتميز هذا الفيلم بأصالته فيما يتعلق بطاقم الممثلين والممثلات الأمريكيين الأصليين، ولأنه تم تصويره في موقع في محمية كور دالين الهندية في أيداهو.

## الممثلون
- كودي لايتنينج[الإنجليزية] بدور الطفل فيكتور جوزيف
- أدم بيتش بدور فيكتور جوزيف
- ايفان آدامز بدور توماس
- سيمون آر.بيكر بدور الطفل توماس
- إيرين بيدارد بدور سوزي سونغ
- غاري فارمر بدور أرنولد جوزيف
- تانتو كاردينال بدور ارلين جوزيف
- جون ترودل بدور راندي بيون
- مايكل جرايايايس بدور جونيور بولاتكين
- ميشيل سانت جون[الإنجليزية] بدور فيلما
- إلين مايلز بدور لوسي
- سينثيا غيري بدور كاثي لاعبة الجمباز
- بيري ريفز بدور هولي
- مولي تشيك بدور بيني شيشرون
- روبرت ميانو بدور بيرت شيشرون
- توم سكيريت بدور رئيس الشرطة

## ردود الفعل

### استقبال نقدي
حصل الفيلم على استحسان النقاد عمومًا، ولاقى الفيلم قبولاَ بنسبة 81% في موقع روتن توميتوزبناءَ على 32 مراجعة، وبمتوسط تقييم 7.2/10.وقد قال نقاد الموقع"يحكي فيلم إشارات الدخان قصة مألوفة من وجهة نظر ناقصة التمثيل، مما يثبت أن المنظور الجديد يمكن أن يساعد في تخريب التوقعات الراسخة." وقد حصل الفيلم على متوسط نقاط 76 من أصل 100، بناءً على 17 نقادًا في ميتاكريتيك، مما يشير إلى"المراجعات الإيجابية عمومًا".
بيتر ستاك من سان فرانسيسكو كرونيكل أعطى الفيلم مراجعة رائعة ووصفه بأنه"متواضع ومضحك وعاطفي، حسن التمثيل، ومكتوب بشكل جيد، مع صور احتياطية جميلة."وقد وصف كيفن توماس من صحيفة لوس أنجلوس تايمز فيلم إشارات الدخان بأنه"فيلم دافئ عن الصداقة والمصالحة، وكلما أشار إلى المظالم التاريخية أو القضايا المعاصرة في الثقافة الأمريكية الأصلية، فإنه يفعل ذلك بروح الدعابة الساخرة والخاطفة.فيلم إشارات الدخان مؤثر بالفعل، ولكن قبل كل شيء، إنه مضحك جدًا."مارك سافلوف من أوستن كرونيكل وصف الفيلم بأنه"مؤثر ومضحك بشكل ماكر"و"مليء بالفروق الدقيقة الغريبة والملاحظات الساخرة"، وأضاف، "الممثلون ممتازون بشكل موحد في أدوارهم، وأدى استخدام آير المستمر للقطات الطويلة المتأخرة الى تعزيز النغمة الرثائية للقصة.بسيطة وأنيقة، إشارات الدخان هي بداية مبهجة ورائعة التي تبقى لفترة طويلة بعد سرد الحكاية."
سوزان تافيرنيتي من بالو ألتو ويكلي، أعطت الفيلم مراجعة مختلطة، قائلة إنه"على الرغم من أن محاولة كسر الصورة النمطية في بعض الأحيان تبدو متكلفة ومضطربة، إلا أن النتيجة في أغلب الأحيان تكون مضحكة."وقالت أيضًا:"إن إخراج كريس آير ينشئ نغمة غير متساوية، مما يسمح لبعض الممثلين بتقديم عروض تقترب من الكاريكاتير الواسع بينما يلعب الآخرون أدوارهم بشكل مباشر."وأثنت على التسلسل الافتتاحي والختامي الذي"يجمع بشكل جميل بين التعليقات الصوتية الشعرية والشعر الغنائي البصري".

### الجوائز
- 1998_حصل على جائزة أفضل فيلم في مهرجان الفيلم الهندي الأمريكي[الإنجليزية]
- 1998_جائزة كريستوفر[الإنجليزية]
- 1998_الأمريكيون الأوائل في الفنون[الإنجليزية]:الإنجاز المتميز في الكتابة (شيرمان أليكسي)، الأداء المتميز في التمثيل(إيفان آدامز)، الإنجاز المتميز في الإخراج (كريس آير)
- 1998_جوائز غوثام:الترشيحات:جائزة النخلة المفتوحة
- 1998_المجلس الوطني للمراجعة:تكريم خاص للتميز في صناعة الأفلام
- 1998_مهرجان سان دييغو السينمائي العالمي:أفضل فيلم أمريكي مستقل، أفضل سيناريو(شيرمان أليكسي)، أفضل ممثل(آدم بيتش)، أفضل مخرج (كريس آير)
- 1998_مهرجان صاندانس السينمائي:جائزة صانع الأفلام(كريس آير)، جائزة الجمهور.الترشيحات:جائزة لجنة التحكيم الكبرى
- 1998_مهرجان تاوس للصور الناطقة:جائزة تاوس لاند غرانت(كريس آير)
- 1998_مهرجان طوكيو السينمائي الدولي:أفضل مساهمة فنية(كريس آير)
- 1999_جوائز فلوريدا لنقاد السينما[الإنجليزية]:أفضل وافد جديد(كريس آير/شيرمان أليكسي)
- 1999_جوائز الروح المستقلة:أفضل أداء لاول مرة(إيفان آدامز).الترشيحات:ترشيح أفضل ممثل مساعد(غاري فارمر)، ترشيح أفضل سيناريو أول(شيرمان أليكسي)
- 1999_جائزة الفنان الصغير:الترشيحات:أفضل أداء في فيلم روائي طويل الممثل(كودي لايتنينج)
- 2018_السجل الوطني للأفلام

### إرث
في عام 2023، قام كودي لايتنينغ، الذي لعب دور الشاب فيكتور في الفيلم الأصلي بإصدار الفيلم الكوميدي الساخر"مهلاَ,فيكتور!"، حيث تقوم نسخة خيالية منه بصياغة خطة لإحياء حياته المهنية المتلاشية من خلال إنشاء تكملة ذاتية التمويل لـ إشارات الدخان.